# Olycksfallsverket
Olycksfallsverket var ett finländskt statligt verk, som grundades 1917 och nedlades 1996.
Verket hette 1918–1934 Statens olycksfallsnämnd och 1935–1965 Statens olycksfallsbyrå. Verket hade till uppgift att sköta ärenden angående statens ersättningsskyldighet som stadgats i militärskade-, olycksfalls- och trafikförsäkringslagstiftningen samt i lagen och förordningen om ersättning för brottsskador av statsmedel. Det indrogs 1996, varvid dess uppgifter överfördes till Statskontoret.